# Ivan Riley
Ivan Harris Riley, född 31 december 1900 i Newton, Kansas, död 28 oktober 1943 i Kansas City, Kansas, var en amerikansk friidrottare.
Riley blev olympisk bronsmedaljör på 400 meter häck vid sommarspelen 1924 i Paris.